# 아랍 연맹

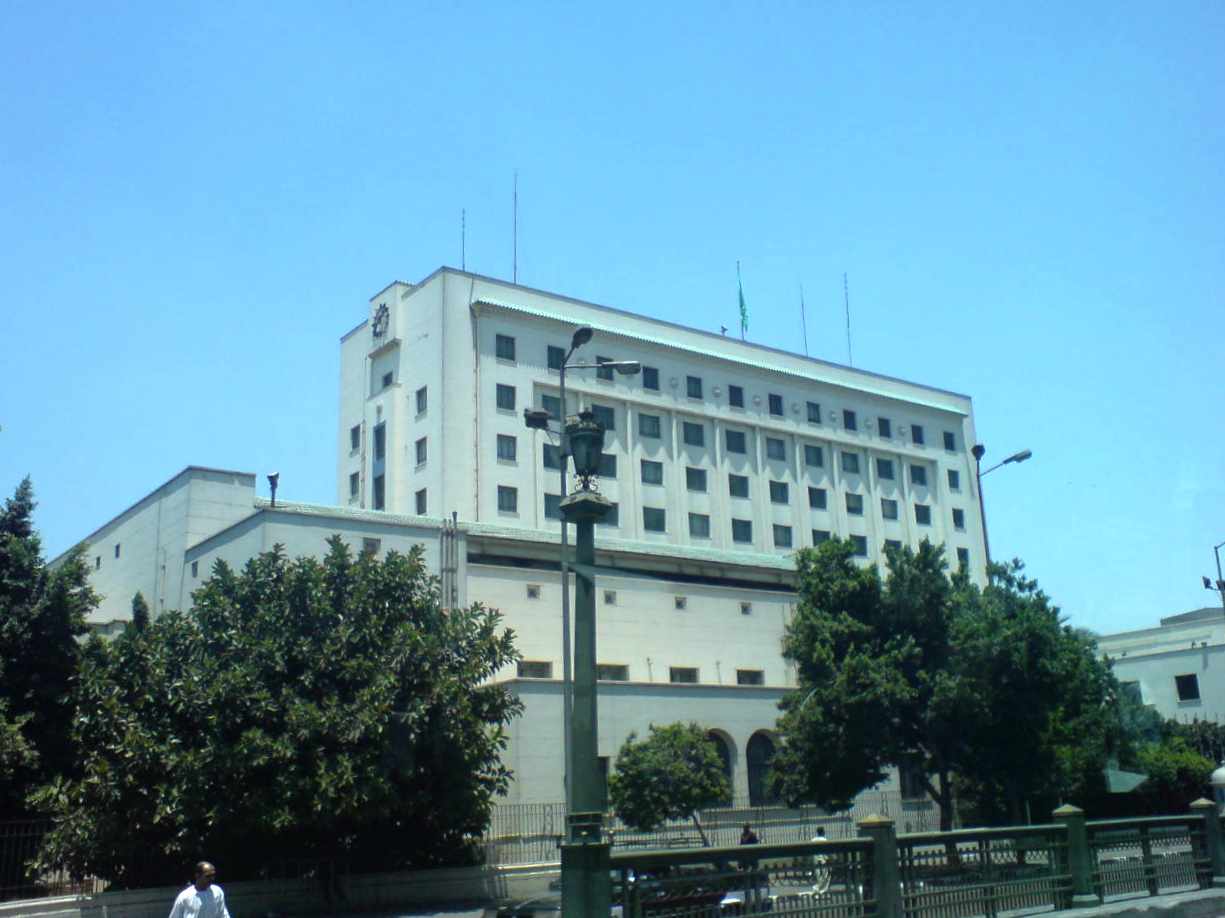
카이로에 있는 아랍 연맹 본부

아랍 연맹(아랍어: الجامعة العربية 알자미아 알아라비야[*] al-Jāmiʻah al-ʻArabīyah), 옛 명칭 아랍 국가 연맹(아랍어: جامعة الدول العربية 자미아트 앗두왈 알아라비야[*] Jāmiʻat ad-Duwal al-ʻArabīyah, 문화어: 아랍 국가 련맹)은 북아프리카, 아프리카의 뿔, 아라비아 주변의 아랍권이 결성한 지역 기구이다. 1945년 3월 22일 이집트 왕국, 이라크 왕국, 트란스요르단, 레바논, 사우디아라비아, 시리아 공화국이 이집트 카이로에 모여 결성했다. 현재 아랍 연맹의 회원국은 22개국이다.
아랍 연맹의 주요 목적은 "회원국 사이의 관계를 가까이 하고 협력을 증진하며, 독립과 주권을 보장하고, 아랍 국가들의 문제와 이익을 공공적으로 고려하는 것"이다. 아랍 연맹 교육 문화 및 과학기구와 아랍 경제연합위원회와 같은 산하 기구를 통해 아랍 연맹은 정치, 경제, 문화, 사회적 계획을 아랍권의 이익을 증진시키기 위한 목적으로 계획하고 있다. 회원국 사이의 정책적 관점을 조율하고, 공통 관심사를 숙고하고 1958년 레바논 위기와 같은 분쟁을 제한하고, 아랍권의 분쟁을 해결하는 것을 목적으로 이러한 산하 기구들은 회원국을 위한 토론회의 역할을 했다. 아랍 연맹은 경제적 통합을 촉진하는 획기적인 문서들의 결정과 제안을 위한 강단으로 이용되었다.
회원국은 연맹 의회에 투표권을 1개씩 가지고 있으며, 결정은 이를 지지한 회원국들에게만 구속된다. 1945년 연맹의 목표는 정치, 경제, 문화, 사회면에서 회원국 간의 계획을 강화하고 협조하고, 회원국 간 분쟁 또는 회원국과 제3자의 분쟁을 조정하는 것이었다. 1950년 4월 13일, 아랍 연맹 회원국들이 "합동 방어 및 경제 협력"에 서명하면서, 군사적 방어수단에서의 협력도 연맹의 목표로 추가되었다. 2015년 3월, 아랍 연맹 의장은 극단주의와 아랍 국가들에게 위협이 될 수 있는 것들에 맞서기 위해 합동 아랍군을 수립한다고 선언했다.
1970년대 초, 유럽 국가들 사이에서 합동 아랍 상공회의소를 창설하기 위해 아랍 연맹 경제위원회가 제안되었다. 이것은 아랍 연맹 법령 K1175/D52/G호를 통해 아랍 영국 상공회의소의 수립으로 이어졌고, 상공회의소는 아랍 세계와 주요 교역국인 영국 사이의 무역을 촉진, 장려, 활성화하는 것을 목적으로 하고 있다.

## 회원국
창립 회원국은 시리아·요르단·이라크·사우디아라비아·레바논·이집트·예멘 등 7개국이며, 2008년 기준으로 팔레스타인을 포함한 22개국이 가입해 있다.

### 회원국
- 알제리
- 바레인
- 코모로
- 지부티
- 이집트
- 이라크
- 요르단
- 쿠웨이트
- 레바논
- 리비아
- 모리타니
- 모로코
- 오만
- 팔레스타인
- 카타르
- 사우디아라비아
- 소말리아
- 수단
- 시리아
- 튀니지
- 아랍에미리트
- 예멘

- 굵은 글씨로 표시된 나라는 이스라엘을 국가로 인정하는 나라이다.
- 이집트는 1979년 이스라엘과의 평화 협정을 체결했다는 이유로 자격 정지 처분을 받았지만 1989년에 복귀하였다.
- 시리아는 2011년 11월 16일에 시리아 내전으로 인하여 자격 정지 처분을 받았다가 2023년 5월 7일에 복귀했다.

### 이전 회원국
- 남예멘
- 북예멘

### 참관국
- 아르메니아
- 브라질
- 차드
- 에리트레아
- 그리스
- 인도
- 베네수엘라

## 같이 보기
- 아랍어
- 아랍 세계
- 무슬림 세계
- 범아랍주의
- 걸프 협력 회의
- 이슬람 협력 기구

## 참고 자료
- 이 문서에는 다음커뮤니케이션(현 카카오)에서 GFDL 또는 CC-SA 라이선스로 배포한 글로벌 세계대백과사전의 내용을 기초로 작성된 글이 포함되어 있습니다.